# Wanengpaten
Wanengpaten is een bestuurslaag in het regentschap Kediri van de provincie Oost-Java, Indonesië. Wanengpaten telt 2469 inwoners (volkstelling 2010).